# Cangallo
Cangallo é uma cidade do Peru, situada na região de  Ayacucho. Capital da  província homônima, sua população em 2017 foi estimada em 2.206 habitantes.